# Smiths Group
Pour les articles homonymes, voir Smiths.
Smiths Group est une entreprise britannique faisant partie de l'indice FTSE 100.

## Historique
Entre 1946 et 1980, il est copropriétaire de la Anglo-Celtic Watch Company.
En novembre 2018, Smiths Group annonce la scission de ses activités médicales après l'échec de sa fusion avec ICU Medical.
En août 2021, Smiths Group annonce la vente de ses activités médicales à un fonds d'investissement pour 2,3 milliards de dollars.

## Principaux actionnaires
Au 27 janvier 2020 :
| Threadneedle Asset Management  | 5,30 % |
| Harris Associates              | 5,00 % |
| Dodge & Cox                    | 4,90 % |
| Artemis Investment Management  | 4,14 % |
| Jupiter Asset Management       | 3,80 % |
| Fiduciary Management           | 3,24 % |
| The Vanguard Group             | 2,90 % |
| Schroder Investment Management | 2,77 % |
| Newton Investment Management   | 2,47 % |
| Evenlode Investment Management | 2,20 % |